# SKUD 18
Le SKUD 18 est une classe de voilier de sport de type quillard léger ou skiff lesté choisie comme série de voile handisport à deux équipiers pour les jeux paralympiques de Beijing 2008.

## Historique
Dessiné en 2005 par Chris Mitchell, le SKUD 18 est le résultat d'une collaboration entre Access Sailing Systems et les architectes navals Chris Mitchell et Julian Bethwaite, ce dernier étant également l'architecte du 49er et du 29er.

## Caractéristiques générales
Ce voilier a l'allure d'un skiff, comme le 49er, mais est doté d'un plan de dérive amovible lesté par un saumon pesant la moitié du poids de l'embarcation. Cette quille doit rester à poste fixe pendant une régate.
Il est équipé d'un spinnaker asymétrique envoyé sur un tangon escamotable situé au ras du pont, à l'étrave.

## Caractéristiques spécifiques
Le SKUD 18 peut être équipé suivant les besoins des équipages, d'une barre franche, d'un joystick manuel ou à servo-commande pour la totalité des manœuvres.
La version retenue pour les jeux paralympiques d'été de 2008 impose deux sièges situés dans l'axe du bateau.